# Rick Tabaracci
Richard Stephen Tabaracci (né le 2 janvier 1969 à Toronto, dans la province de l'Ontario au Canada) est un joueur professionnel canadien de hockey sur glace ayant évolué à la position de gardien de but.

## Carrière
Après avoir disputé sa première saison dans la Ligue de hockey de l'Ontario avec les Royals de Cornwall où il prend part à 59 rencontres, un sommet dans la ligue, Rick Tabaracci est réclamé par les Penguins de Pittsburgh au deuxième tour du repêchage d'entrée dans la LNH 1987.
Il retourne néanmoins avec les Royals où ses 33 victoires le classent premier chez les gardiens de la ligue et lui permettent d'obtenir une nomination dans la première équipe d'étoiles. Au cours des séries éliminatoires de 1988, il fait sa première apparition au niveau professionnel en prenant part à une rencontre avec le club affilié aux Penguins dans la ligue internationale de hockey, les Lumberjacks de Muskegon.
Poursuivant pour une saison supplémentaire avec les Royals, il est appelé par les Penguins pour une rencontre. Au terme de la saison, il est échangé aux Jets de Winnipeg dans une transaction qui inclut notamment Randy Cunneyworth et Dave McLlwain. Il rejoint alors leur club affilié dans la Ligue américaine de hockey, les Hawks de Moncton puis termine la saison avec les Komets de Fort Wayne de la LIH.
Il joue les trois saisons suivantes avec les Jets et les Hawks. Il est appelé à représenter le Canada lors du Championnat du monde de hockey sur glace 1992 où il est le remplaçant de Bob Essensa. En 1993, les Jets le cèdent aux Capitals de Washington, club pour lequel il joue durant trois saisons avant d'être échangé à nouveau, cette fois aux Flames de Calgary.
Après avoir été échangé au Lightning de Tampa Bay au début de la saison 1996-1997, Tabaracci connaît sa meilleure saison chez les professionnels avec 22 victoires en 62 rencontres avec Calgary et Tampa Bay. Il est ensuite échangé aux Flames contre un choix de quatrième tour de repêchage.
De 1997 à 2001, il évolue pour sept franchises, dont les Grizzlies de l'Utah, sa dernière équipe avant d'annoncer sa retraite.

## Statistiques

### En club
| Saison     | Équipe                   | Ligue      |     | Saison régulière | Saison régulière | Saison régulière | Saison régulière | Saison régulière | Saison régulière | Saison régulière | Saison régulière | Saison régulière | Saison régulière |    | Séries éliminatoires | Séries éliminatoires | Séries éliminatoires | Séries éliminatoires | Séries éliminatoires | Séries éliminatoires | Séries éliminatoires | Séries éliminatoires | Séries éliminatoires |
| Saison     | Équipe                   | Ligue      | PJ  | V                | D                | Pr/N             | Min              | BC               | Moy              | % Arr            | Bl               | Pun              | PJ               | V  | D                    | Min                  | BC                   | Moy                  | % Arr                | Bl                   | Pun                  |                      |                      |
| 1986-1987  | Royals de Cornwall       | LHO        | 59  | 23               | 32               | 3                | 334              | 29               | 5,2              |                  | 1                | 30               | 5                | 1  | 4                    | 303                  | 26                   | 3,17                 |                      | 0                    | 2                    |                      |                      |
| 1987-1988  | Royals de Cornwall       | LHO        | 58  | 33               | 18               | 6                | 3 448            | 200              | 3,48             |                  | 3                | 44               | 11               | 5  | 6                    | 642                  | 37                   | 3,46                 |                      | 0                    | 6                    |                      |                      |
| 1987-1988  | Lumberjacks de Muskegon  | LIH        | -   | -                | -                | -                | -                | -                | -                | -                | -                | -                | 1                | 0  | 0                    | 13                   | 1                    | 4,62                 |                      | 0                    | 0                    |                      |                      |
| 1988-1989  | Penguins de Pittsburgh   | LNH        | 1   | 0                | 0                | 0                | 33               | 4                | 7,25             | 81               | 0                | 2                | -                | -  | -                    | -                    | -                    | -                    | -                    | -                    | -                    |                      |                      |
| 1988-1989  | Royals de Cornwall       | LHO        | 50  | 24               | 20               | 5                | 2 974            | 210              | 4,24             |                  | 1                | 69               | 18               | 10 | 8                    | 1 080                | 65                   | 3,61                 |                      | 1                    | 16                   |                      |                      |
| 1989-1990  | Hawks de Moncton         | LAH        | 27  | 10               | 15               | 2                | 1 580            | 107              | 4,06             | 86,7             | 2                | 38               | -                | -  | -                    | -                    | -                    | -                    | -                    | -                    | -                    |                      |                      |
| 1989-1990  | Komets de Fort Wayne     | LIH        | 22  | 8                | 9                | 1                | 1 064            | 73               | 4,12             | 87,5             | 0                | 66               | 3                | 1  | 2                    | 159                  | 19                   | 7,17                 |                      | 0                    | 2                    |                      |                      |
| 1990-1991  | Jets de Winnipeg         | LNH        | 24  | 4                | 9                | 4                | 1 093            | 71               | 3,9              | 87,5             | 1                | 8                | -                | -  | -                    | -                    | -                    | -                    | -                    | -                    | -                    |                      |                      |
| 1990-1991  | Hawks de Moncton         | LAH        | 11  | 4                | 5                | 2                | 645              | 41               | 3,81             | 86,6             | 0                | 12               | -                | -  | -                    | -                    | -                    | -                    | -                    | -                    | -                    |                      |                      |
| 1991-1992  | Jets de Winnipeg         | LNH        | 18  | 6                | 7                | 3                | 966              | 52               | 3,23             | 88,9             | 0                | 4                | 7                | 3  | 4                    | 387                  | 26                   | 4,03                 | 87,7                 | 0                    | 0                    |                      |                      |
| 1991-1992  | Hawks de Moncton         | LAH        | 23  | 10               | 11               | 1                | 1 313            | 80               | 3,66             | 88,8             | 0                | 10               | -                | -  | -                    | -                    | -                    | -                    | -                    | -                    | -                    |                      |                      |
| 1992-1993  | Jets de Winnipeg         | LNH        | 19  | 5                | 10               | 0                | 959              | 70               | 4,38             | 85,9             | 0                | 10               | -                | -  | -                    | -                    | -                    | -                    | -                    | -                    | -                    |                      |                      |
| 1992-1993  | Capitals de Washington   | LNH        | 6   | 3                | 2                | 0                | 343              | 10               | 1,75             | 93,8             | 2                | 4                | 4                | 1  | 3                    | 303                  | 14                   | 2,77                 | 91,3                 | 0                    | 4                    |                      |                      |
| 1992-1993  | Hawks de Mocton          | LAH        | 5   | 2                | 1                | 2                | 290              | 18               | 3,72             | 88,3             | 0                | 4                | -                | -  | -                    | -                    | -                    | -                    | -                    | -                    | -                    |                      |                      |
| 1993-1994  | Capitals de Washington   | LNH        | 32  | 13               | 14               | 2                | 1 770            | 91               | 3,08             | 88,9             | 2                | 6                | 2                | 0  | 2                    | 111                  | 6                    | 3,24                 | 88                   | 0                    | 0                    |                      |                      |
| 1993-1994  | Pirates de Portland      | LAH        | 3   | 3                | 0                | 0                | 176              | 8                | 2,72             | 91               | 0                | 15               | -                | -  | -                    | -                    | -                    | -                    | -                    | -                    | -                    |                      |                      |
| 1994-1995  | Capitals de Washington   | LNH        | 8   | 1                | 3                | 2                | 394              | 16               | 2,44             | 89,1             | 0                | 2                | -                | -  | -                    | -                    | -                    | -                    | -                    | -                    | -                    |                      |                      |
| 1994-1995  | Flames de Calgary        | LNH        | 5   | 2                | 0                | 1                | 202              | 5                | 1,48             | 94,6             | 0                | 0                | 1                | 0  | 0                    | 18                   | 0                    | 0                    | 100                  | 0                    | 0                    |                      |                      |
| 1994-1995  | Wolves de Chicago        | LIH        | 2   | 1                | 1                | 0                | 119              | 9                | 4,51             | 87,3             | 0                | 2                | -                | -  | -                    | -                    | -                    | -                    | -                    | -                    | -                    |                      |                      |
| 1995-1996  | Flames de Calgary        | LNH        | 43  | 19               | 16               | 3                | 2 391            | 117              | 2,94             | 89,2             | 3                | 8                | 3                | 0  | 3                    | 204                  | 7                    | 2,06                 | 91,7                 | 0                    | 0                    |                      |                      |
| 1996-1997  | Flames de Calgary        | LNH        | 7   | 2                | 4                | 0                | 361              | 14               | 2,33             | 91               | 1                | 0                | -                | -  | -                    | -                    | -                    | -                    | -                    | -                    | -                    |                      |                      |
| 1996-1997  | Lightning de Tampa Bay   | LNH        | 55  | 20               | 25               | 6                | 3 012            | 138              | 2,75             | 90,2             | 4                | 12               | -                | -  | -                    | -                    | -                    | -                    | -                    | -                    | -                    |                      |                      |
| 1997-1998  | Flames de Calgary        | LNH        | 42  | 13               | 22               | 6                | 2 419            | 116              | 2,88             | 89,3             | 0                | 14               | -                | -  | -                    | -                    | -                    | -                    | -                    | -                    | -                    |                      |                      |
| 1998-1999  | Capitals de Washington   | LNH        | 23  | 4                | 12               | 3                | 1 193            | 50               | 2,51             | 90,6             | 2                | 2                | -                | -  | -                    | -                    | -                    | -                    | -                    | -                    | -                    |                      |                      |
| 1999-2000  | Thrashers d'Atlanta      | LNH        | 1   | 0                | 1                | 0                | 59               | 4                | 4,07             | 87,5             | 0                | 0                | -                | -  | -                    | -                    | -                    | -                    | -                    | -                    | -                    |                      |                      |
| 1999-2000  | Avalanche du Colorado    | LNH        | 2   | 1                | 0                | 0                | 60               | 2                | 1,99             | 88,9             | 0                | 0                | -                | -  | -                    | -                    | -                    | -                    | -                    | -                    | -                    |                      |                      |
| 1999-2000  | Lumberjacks de Cleveland | LIH        | 10  | 5                | 5                | 0                | 568              | 28               | 2,96             | 91,2             | 0                | 15               | -                | -  | -                    | -                    | -                    | -                    | -                    | -                    | -                    |                      |                      |
| 1999-2000  | Solar Bears d'Orlando    | LIH        | 21  | 11               | 6                | 4                | 1 231            | 53               | 2,58             | 90,2             | 1                | 6                | -                | -  | -                    | -                    | -                    | -                    | -                    | -                    | -                    |                      |                      |
| 1999-2000  | Grizzlies de l'Utah      | LIH        | 11  | 4                | 4                | 3                | 626              | 24               | 2,3              | 92,3             | 1                | 8                | 3                | 1  | 2                    | 179                  | 7                    | 2,34                 | 91                   | 0                    | 2                    |                      |                      |
| 2000-2001  | Grizzlies de l'Utah      | LIH        | 30  | 14               | 13               | 1                | 1 648            | 67               | 2,44             | 92,1             | 1                | 31               | -                | -  | -                    | -                    | -                    | -                    | -                    | -                    | -                    |                      |                      |
| Totaux LNH | Totaux LNH               | Totaux LNH | 286 | 93               | 125              | 30               | 15 255           | 760              | 2,99             | 89,3             | 15               | 72               | 17               | 4  | 12                   | 1 024                | 53                   | 3,1                  | 89,7                 | 0                    | 4                    |                      |                      |

### En équipe nationale
| Année | Équipe | Évènement            |   | PJ | V  | D | Min | BC   | Moy | % Arr | Bl | Pun       |  | Résultat |
| 1992  | Canada | Championnat du monde | 1 | 0  | 1  |   |     | 9,6  |     |       |    | 4e place  |  |          |
| 1997  | Canada | Championnat du monde | 3 | 0  | 0  |   |     | 0    |     |       |    | 1re place |  |          |
| 1999  | Canada | Championnat du monde | 4 | -- | -- |   |     | 3,01 |     |       |    | 6e place  |  |          |

## Récompenses
- 1988 : nommé dans la première équipe d'étoiles de la LHO ;
- 1989 : nommé dans la deuxième équipe d'étoiles de la LHO.

## Transaction
- Repêchage 1987 : repêché par les Penguins de Pittsburgh (2e choix de l'équipe, 26e choix au total).
- 17 juin 1989 : échangé par les Penguins avec Randy Cunneyworth et Dave McLlwain aux Jets de Winnipeg en retour de Jim Kyte, Andrew McBain et Randy Gilhen.
- 22 mars 1993 : échangé par les Jets aux Capitals de Washington en retour de Jim Hrivnak et du choix de deuxième tour des Capitals au repêchage de 1993 (les Jets sélectionnent avec ce choix Alexei Budayev).
- 7 avril 1995 : échangé par les Capitals aux Flames de Calgary en retour du choix de cinquième tour des Flames au repêchage de 1995 (les Capitals sélectionnent avec ce choix Joel Cort).
- 19 novembre 1996 : échangé par les Flames au Lightning de Tampa Bay en retour d'Aaron Gavey.
- 21 juin 1997 : échangé par le Lightning aux Flames de Calgary en retour du choix de quatrième tour des Flames au repêchage de 1998 (le Lightning sélectionne avec ce choix Éric Beaudoin).
- 7 août 1998 : échangé par les Flames aux Capitals de Washington en retour de compensation future.
- 3 novembre 1999 : signe à titre d'agent libre avec les Thrashers d'Atlanta.
- 8 décembre 1999 : échangé par les Thrashers à l'Avalanche du Colorado en retour de Shean Donovan.
- 23 juin 2000 : réclamé par les Blue Jackets de Columbus lors de leur repêchage d'expansion.
- 12 juillet 2000 : signe à titre d'agent libre avec les Stars de Dallas.